# Lijst van personen uit Hamilton (Ontario)
Deze lijst van personen uit Hamilton (Ontario) betreft bekende personen die in de Canadese stad Hamilton zijn geboren, hebben gewoond of wonen en een lemma in de encyclopedie hebben.

## Geboren in Hamilton

### Voor 1900
- William Blair Bruce (1859–1906), impressionistisch schilder
- John Charles Fields (1863–1932), wiskundige
- William Sherring (1878–1964), atleet
- Florence Lawrence (1886–1938), actrice
- Harry Crerar (1888–1965), officier
- Charles Edward Coughlin (1891–1979), priester van de Rooms-Katholieke Kerk

### 1900–1949
- Louis Nirenberg (1925-2020), wiskundige
- Ken Dryden (1947), politicus, zakenman, advocaat, schrijver en voormalig professioneel ijshockeykeeper
- Toller Cranston (1949–2015), kunstschaatser

### 1950–1969
- Martin Short (1950), acteur en filmschrijver
- Dave Sim (1956), striptekenaar
- Wendy Crewson (1956), actrice
- Currie Graham (1967), acteur

### 1970–1979

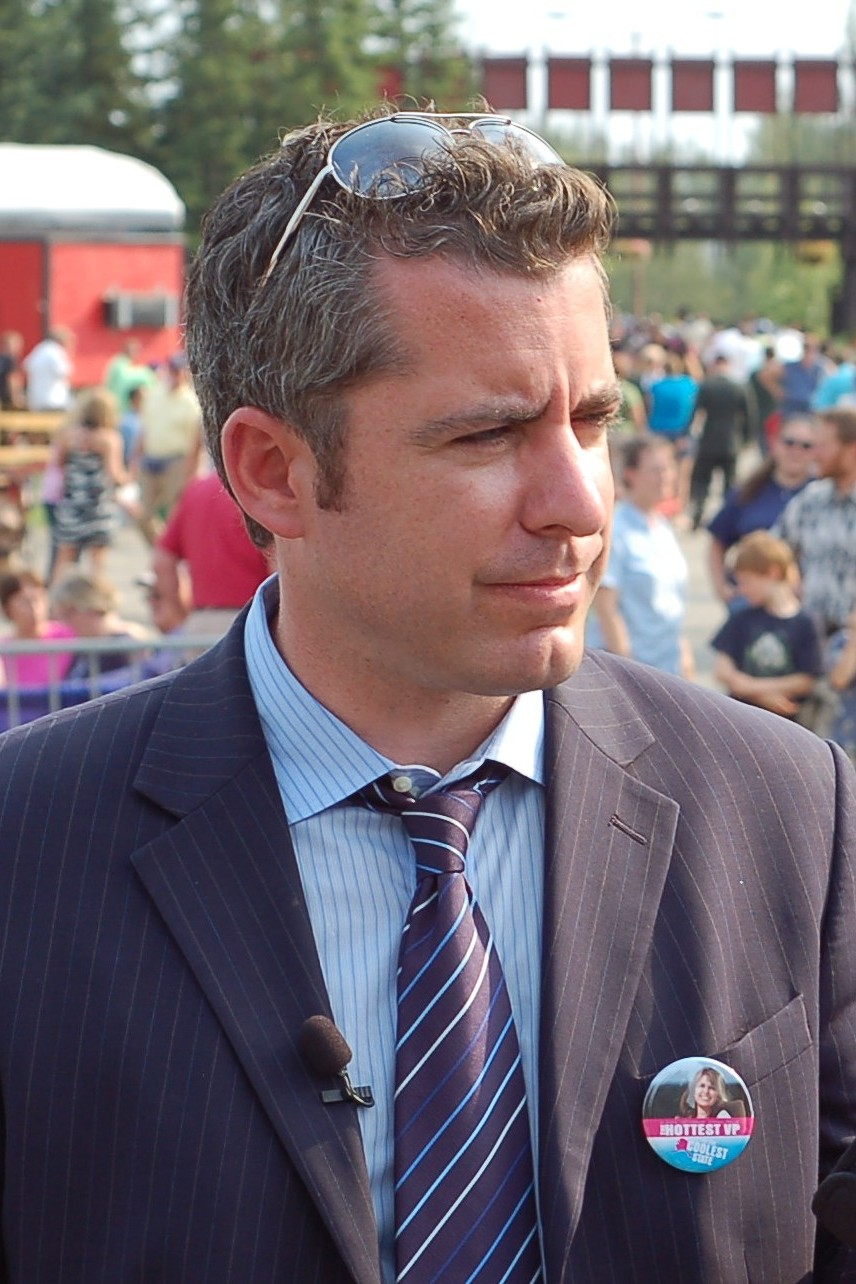
Acteur Jason Jones (1973)

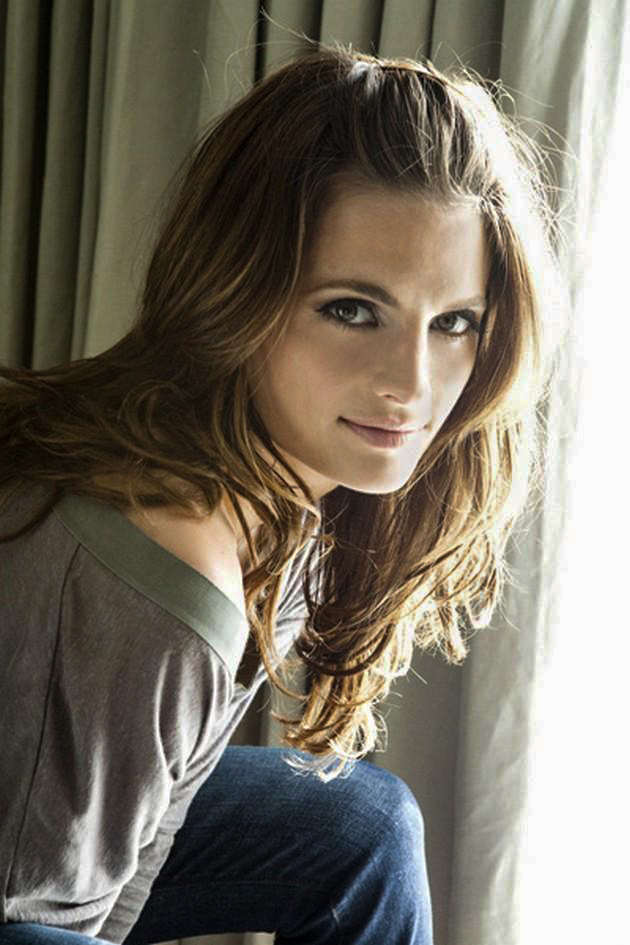
Actrice Stana Katic (1978)

- Haydain Neale (1970–2009), singer-songwriter
- Paul Popowich (1973), acteur
- Jason Jones (1973), acteur, filmregisseur, filmproducent en scenarioschrijver
- Kathleen Robertson (1973), actrice
- Nicole Stevenson (1973), marathonloopster
- Nicole Appleton (1974), zangeres in de band Appleton en lid van All Saints
- Stana Katic (1978), actrice
- Luke Kirby (1978), acteur
- Reid Coolsaet (1979), marathonloper

### 1980–1999
- Kathleen Munroe (1982), actrice
- Kyle Jones (1984), triatleet
- Matt Campbell (1989), darter
- Teal Bunbury (1990), profvoetballer

## Begraven in Hamilton
- Paul Scholten (1875–1946), Nederlands rechtsgeleerde